# エンテ型

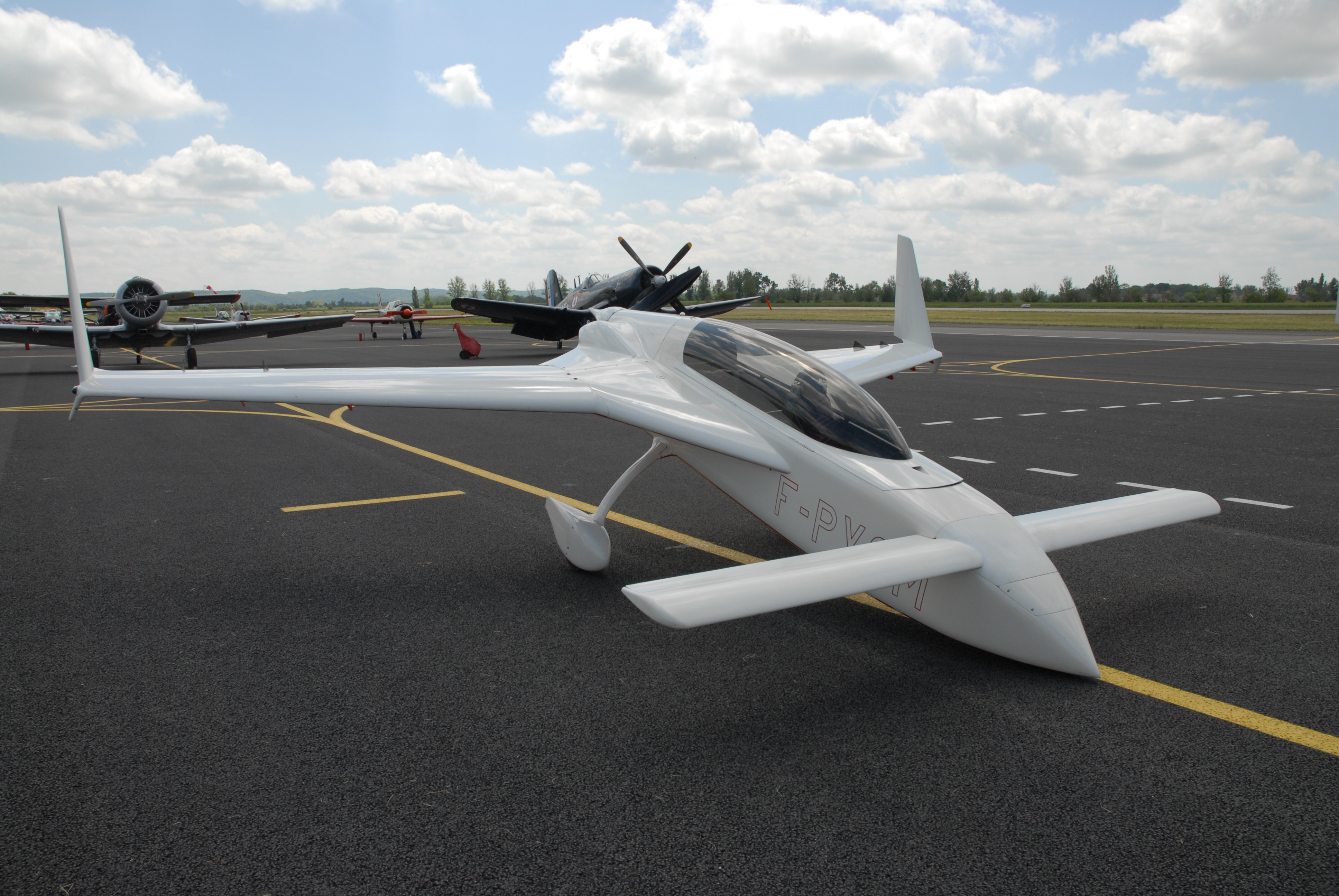
エンテ型の一つ ルータン バリ・イージー

エンテ型は、主翼の前方に前翼（カナード）を持つ固定翼機の設計である。先尾翼機あるいはカナード機とも言う。
エンテ (Ente) とはドイツ語で鴨のことで、鴨が飛ぶ姿に似ていることからこう呼ばれる。
ちなみに、前翼と通常の水平尾翼を共に持つ航空機は三翼機と言い、主翼が前後に2枚ある航空機はタンデム翼機と言う。エンテをフランス語に直訳したのがカナール (canard) で、これを英語読みしたのがカナードである。このようにエンテとカナードは同じ語源であるが、カナードは通常、（三翼機のものも含め）前翼自体を意味する。

## エンテ型とカナードの力学
固定翼機のピッチ（機首）の上下方向のバランスの取り方には、以下の方法がある。
1. 主翼を重心より後方に配置し、さらに後方の水平尾翼が下向きの揚力を生んでバランスを取る（一般的な方法）。
2. 主翼の大部分はプラスの揚力を発生するが、主翼の後部（後縁部、あるいは後退翼なら外側）が下向きの揚力を生む（無尾翼機）。
3. 重心の前後にある2枚の主翼の揚力でバランスをとる（タンデム翼機）。
4. 主翼が重心の前に位置し、水平尾翼もまた上向きの揚力を生む。（揚力尾翼機）。
5. 主翼を重心より後方に配置し、それより前方の水平尾翼（カナード）が上向きの揚力を生んでバランスを取る（エンテ型飛行機）。

このうち1.が一般的なのは理由がある。これは、風見安定を得るために、風圧を受ける中心（力点）が重心より後ろにあることが必要だからである。1.の方式であれば主翼・尾翼ともに重心より後方に位置する。それに対して4.の場合は、むしろ風圧中心が重心より前に位置するため、機体は極めて不安定となり、一般的ではない。
本項で解説しているエンテ型も、風圧中心は総合的に重心より後方である。ただし主翼は重心より後方だが水平尾翼が重心より前方となり、主翼・水平尾翼ともに重心より後方に位置する通常形式よりも安定性は低くなる（後述）。
また1.と5.の併用、つまり通常の水平尾翼とカナードの双方を持つ機体もある（三翼式）。あるいは2.と5.の併用、つまり主翼自体でバランスを取りながらカナードを付加する場合もある。

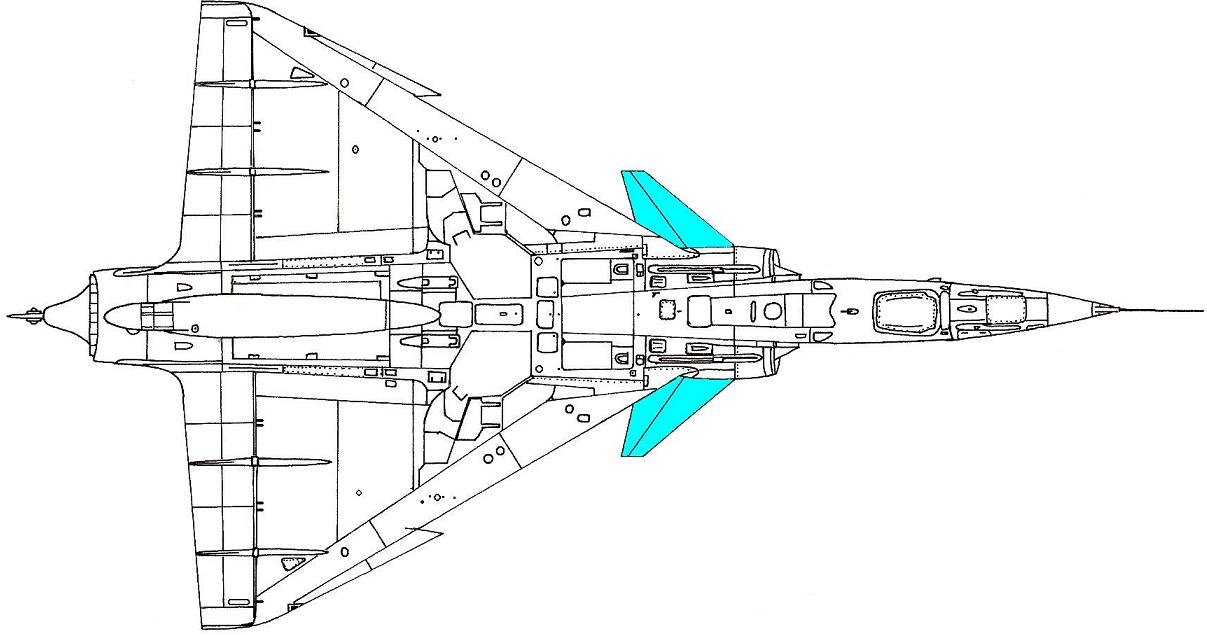
クフィル。小さな制御カナードを持つ。

ただし、20世紀末以降カナードつきデルタ翼の場合は、前翼は揚力を発生しない、あるいは前翼の揚力によるバランスは副次的である場合が多い。これはデルタ翼は上記2の無尾翼機に適した翼形であり、無尾翼機にカナードを付加した場合が多いからである。また最近の趨勢である運動能力向上機 (CCV) の場合はピッチ方向の安定性を下げる設計を行っているため、カナードが発生する揚力を下げるか無くす（主翼の位置を重心に近づける）設計を行っているからである。このようにニュートラルな状態では揚力を生まず、主に姿勢制御に使われる前翼を制御カナードという。特に、元来はカナードを持たない設計の機体に、後から改設計でカナードを付加した場合、制御カナードとなるのは自明である。ただし、揚力や風圧中心は速度によって変化するため、あらゆる速度領域で揚力を生まない前翼は存在しない。つまり、制御カナードは揚力を得ることを主目的としているのではないだけであって、全く揚力を生まないというわけではないということである。それに対して従来の揚力を発生するカナードは、揚力カナードと呼ばれる。
制御カナードは、全体が昇降舵のように可動するオールフライング方式も多く、水平尾翼の代替というより、無尾翼機において主翼に取付けられるべき昇降舵を独立させたものとも言える。JAS39のように、カナードを地面に垂直に近く立てることによってエアブレーキを兼ねる設計のものもある。無尾翼機においての昇降舵は主翼の揚力を減じる効果があり、これが欠点のひとつとされるが、昇降舵を主翼から切り離す事でこの欠点が回避できる。
前尾翼・カナード翼は、上述の通り通常の水平尾翼を主翼の前方に配置したものである（揚力の向きは逆であるが）。一方、垂直尾翼は、エンテ型でも通常どおり機体尾部にあることが多い。もちろんこれは、ヨー方向の風見安定のためには、垂直尾翼は必ず重心よりも後方に配置すべきだからである。ただし、CCV実験機の中には、垂直尾翼に加えて重心の前にも垂直カナードを持つ機もある。サイドワインダー (ミサイル)やR-8 (ミサイル)等のミサイルは、航空力学的には垂直カナードを持つ（飛行姿勢によってはＸ字カナードの）エンテ型飛行機である。

## 略史

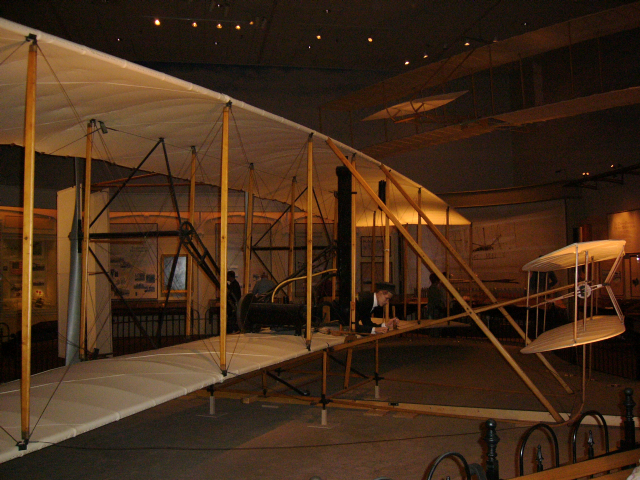
ライトフライヤー。右が前。

エンテ型は飛行機の形態としてあまり一般的ではないものの、黎明期の航空機には前翼を持つ機体も多く、ライト兄弟のフライヤーは機首に小翼を持ち、サントス・デュモンの14bis型機 (en:Santos-Dumont 14-bis) にも前翼があった。
ジェット機時代の到来後には西ヨーロッパの戦闘機を中心としてカナード翼を持つ機体がいくつも開発されており、近年のホームビルト機では比較的普及している形態である。

## 特徴

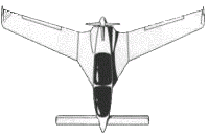
ドイツのスポーツ機(ジャイロフルーク SC 01 スピード・カナード)の上面図。この図の機体のようにリアエンジン形式のエンテ型飛行機では、後退翼を採用することがよくある。これはリアエンジン形式では重心が機体の後方にあるため、主翼をさらに後方に配置する必要があるからである。

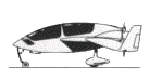
同上の側面図。主翼端にはウィングレット状の垂直尾翼が配置されている。

エンテ型は胴体後部に水平尾翼を持った通常形式の航空機に比べると以下のような幾つかの利点と欠点がある。これらの一部はタンデム翼機とも共通している。

### 利点
1. 高迎え角時に前翼が先に失速するように設計することで、主翼の失速の前に前翼が失速して機首が下がるため主翼が失速しにくく、パイロットも失速を認識しやすい。
2. 上昇のため機体を上向きにする時には、揚力がより求められるにもかかわらず通常の水平尾翼では尾部を押し下げるためにマイナス方向の揚力が生じるのに対して、前翼はプラスの揚力を生む[2]。また、主翼だけでなく前翼でも定常的に揚力の一部を分担させる設計を行うと、機体全体では翼による抗力を低減できるため燃費向上が期待できる。
3. 設計の自由度が増す
  1. 尾部が無い、または極端に尾部が短い機体を作れる。
  2. エンジンの位置によっては問題となる、排気流の水平尾翼への配慮が不要となる。
  3. 重心位置の前後方向の許容範囲に余裕がある。
4. 主翼が後退翼ないしデルタ翼の機体において、前翼と主翼をごく近接して配置すると、先尾翼が生じさせた渦が主翼上面の気流の剥離を遅らせることにより、高迎角時の失速を防ぎ、揚力を増大させることができる[3]。
5. 大質量のエンジンを後部に積むなど、ジェット化以後特に小型機に増えた、重心が後ろ寄りの機体の場合、通常の尾翼形式と比べて、カナード翼をより重心から遠くに配置できるので、昇降舵の効きが良くなる（裏返しでは欠点となる）。

### 欠点
1. ピッチ方向の安定が小さく、また上述の利点の裏返しとして昇降舵の効きが過敏であり、ピッチ方向に対して動安定・静安定ともに低くなる。コンピューターによる高度かつ緻密な姿勢制御が登場していない時代は、この点が大きな問題であり、1960年代以前ではこの形状の飛行機が数例に留まった要因の一つでも有った。コンピューターが発達してからは、この特性が逆に、特に戦闘機の分野で機敏な運動性向上に役立てられている[2]。
2. 機首上げ状態から自動回復効果を持たせてピッチ方向を安定させるためには、迎え角に応じた揚力の変化割合（揚力傾斜）を前翼より主翼が大きくなるような設計をしなければならないが、一般に揚力傾斜が大きい翼は失速しやすいため、主翼の失速の前に先尾翼が失速して機首を下げるという利点は活かしにくい。ただし先尾翼の渦流によって主翼の失速を防ぐ事はできる。
3. エレベーターアップ操作の過大によりカナード翼が失速に至ると、操縦者が意図しない急激な機首下げが起こる。これが低空飛行時に起こると致命的な問題になる可能性がある。そのため離着陸時はカナード翼を絶対に失速させないように操縦しなければならず、気流剥離を無くすためカナード翼面の汚れも頻繁に掃除が必要である。
4. 一般に垂直尾翼の取付位置が重心位置に近くなるので、 ヨー安定性が低く、方向舵の効きが悪くなる。これを補う為に垂直尾翼を大面積化すると、抵抗・質量が増大し、ステルス性能も悪化する。
5. 前翼の吹き下ろしにより、主翼の、特に内側部分の効率が悪化する。このために主翼面積や構造重量が増加する。
6. 通常の尾翼形式の機体や無尾翼機にカナード翼を加えると、抗力が増す。
7. 全遊動式カナードはバードストライクに備えた強度が求められるが、堅固な金属製にすると重量増となる。
8. 前縁部が無垢の金属製では、側方や前方からのレーダー反射断面積が増してステルス性能を低下させる[3]。ただし艦載機向けのYF-23やX-36などカナード翼を持つステルス機がいくつか計画されており必ずしもステルス性の問題になるわけではない。

## エンテ型と推進式
エンテ型の単発プロペラ機は推進式（プッシュ式）がほとんどである。これは重量配分によるもので機首にエンジンを乗せると重心が合わないからであり、エンテ型の利点を活かすためには牽引式（プル式）よりも推進式が有利だからである。
このためにエンテ型と推進式が混同されることがあるが、両者はもともと別概念であり、それに当てはまらない例として牽引式の双発機リベルーラ(en:Miles Libellula)、牽引式と推進式を折衷した方式（プッシュプル方式）のボイジャーなどがある。

## ジェット戦闘機のカナード

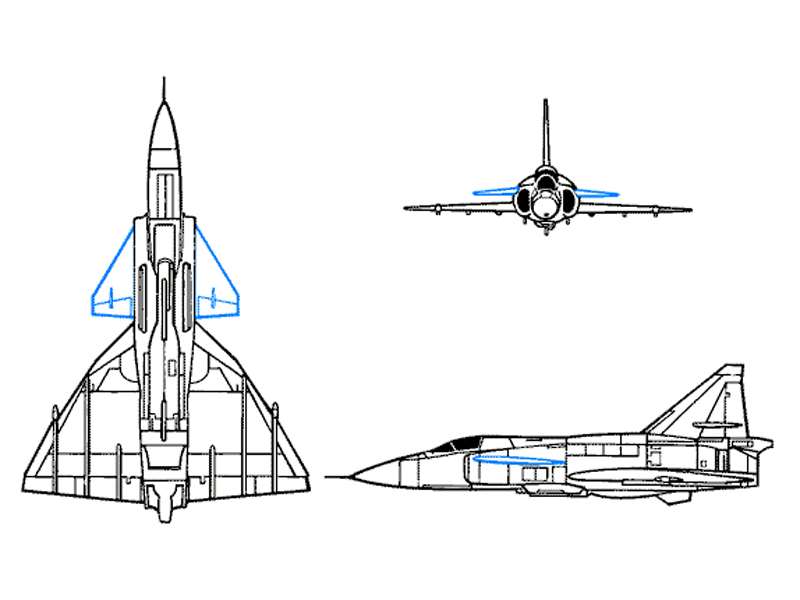
サーブ 37 ビゲン。青色がカナード。

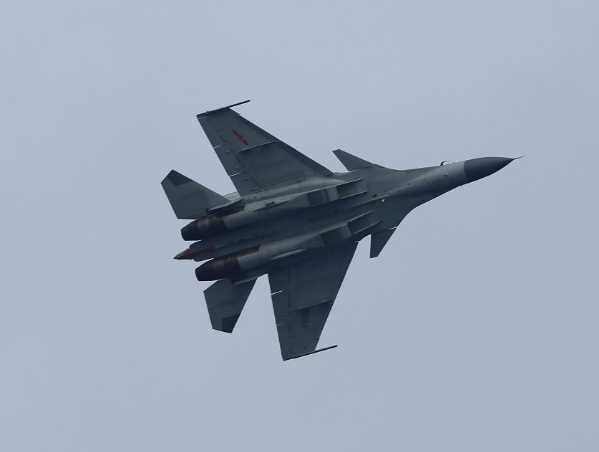
通常の水平尾翼とカナードを併せ持つ三翼機のJ-15

1970年代以降、超音速ジェット戦闘機においてカナードは広く普及する。
その嚆矢となったのはスウェーデンのサーブ 37 ビゲン戦闘機である。それまでの超音速戦闘機に採用例が多かった無尾翼デルタ翼は、離着陸性能に劣るのが最大の欠点であった。尾翼つきデルタ翼とすればその短所は回避できるが、空気抵抗が小さく翼面積が大きく取れるという無尾翼デルタ翼形式のメリットも無くなる。そこでエンテ型の利点のひとつである、高迎え角での揚力増大効果が着目された。かなり小型のカナード翼であれば空気抵抗の増加は僅かで、それでもなお揚力増大効果が大きく、翼面積も無尾翼デルタ翼形式と同等に取れ、離着陸性能が大幅に改善された。
またエンテ型の安定性の低下という欠点は同時に運動性の向上をも意味し、戦闘機においてはメリットとなる。特にCCV技術の確立により、安定性を意識的に低下させても運動性を優先させるのが現代戦闘機（特に第4世代ジェット戦闘機以降）の趨勢となっている。かくて70年代以降の新型戦闘機はカナード機が全盛となった。
ただしサーブ 37 ビゲンは揚力カナードであるのに対し、それ以降の機体は制御カナードが中心である。また、サーブ 39 グリペンのように、着陸時にはカナードを急角度に立てることでエアブレーキとしての機能を持たせる機体もある。これらの機体は従来のエンテ型とは若干性格が異なるため、嚆矢となったビゲンも含めてエンテ型とは呼称せず、カナード付きデルタ翼、あるいはクロースカップルドデルタと呼称する場合が多い。
Su-27戦闘機の発展型であるSu-27M(Su-35)のように、通常の水平尾翼にさらにカナードを追加して運動性能を向上させた機体も多い。ただしSu-27のカナードは、大型の機首レーダーの重量を支えるためでもあり、もともとレーダーが軽いSu-30MK系の一部機種には備わっていない。さらに、2007年型式以降のSu-35であるSu-35BMおよびSu-35の実質上のロシア国内仕様であるSu-27SMでは改良によりレーダーが小型化したため、カナードが廃されている。
CCV技術の実験機においても通常の尾翼にさらにカナード翼を追加した形式が採用され、各国で研究が行われた。日本でも、結局は導入されなかったもののF-2戦闘機でもカナードが検討されており、コンピューター技術の進歩もあいまって、80年代～20世紀末にはカナード付きデルタ翼機が世界の主流となるかのように見えた。
しかし、21世紀以降に設計・製造される新型のマルチロール戦闘機では、運動性と同時に高度なステルス性も重視されるようになる。カナード翼（先尾翼）はバードストライク対策のために小型ながら強度を確保する必要があり、全金属製とすることが主流であるが、前縁部などに電波吸収材の内蔵が困難な全金属製の全遊動式カナードは、ステルス性を損なうとして避けられることがある。たとえば、米国のF-22戦闘機ではカナードも検討されたがステルス性が問題となり通常の水平尾翼が採用されるなど、アメリカ空軍では2015年現在、実用量産機としてはカナード翼を持った機体は運用されていない。逆に、中国において開発中で2011年に初飛行を実施したJ-20は、ステルス機であるがカナードを装備している。

## 前翼の採用例
狭義のエンテ型のほか、通常の尾翼を併せ持つタイプを含む。

### プロペラ機
- ライトフライヤー号
- ブレリオV（1907年4月：全長8.5 m 翼幅7.8 m 全備重量236 kg アントワネット水冷V8エンジン 24 hp）
- フォッケウルフ F19 エンテ
- カーチス XP-55 アセンダー
- 九州飛行機 J7W 震電
- 海軍航空技術廠 MXY6 前翼型滑空機
- ミコヤン・グレヴィッチ MiG-8 ウートカ
- マイルズ リベルラ
- SAIアンブロシーニ S.S.4（英語版）
- ルータン バリ・ビゲン
- ルータン バリ・イージー
- ルータン ロング・イージー
- ルータン ボイジャー
- ピアッジョ P.180 アヴァンティ
- ビーチクラフト スターシップ
- ジャイロフルーク SC 01 スピード・カナード
- 岐阜県工業会 ミラクルビークル

### ジェット機
- IAI クフィル
- IAI ラビ

- アトラス チーター

- ダッソー ミラージュ4000
- ダッソー ラファール

- アブロ 730

- ユーロファイター タイフーン

- サーブ J37 ビゲン
- サーブ JAS39 グリペン

- 三菱重工業 T-2 CCV研究機

- マクドネル・ダグラス F-15 S/MTD
- グラマン X-29
- ロックウェル/MBB X-31
- マクドネル・ダグラス X-36
- ロッキード・マーティン X-59 QueSST
- ロックウェル HiMAT
- ノースアメリカン XB-70 ヴァルキリー
- STAVATTI SM-36 STALMA

- ツポレフ Tu-144
- スホーイ T-4
- スホーイ Su-30
  -  Su-30MKI
  -  Su-30MKA（英語版）
  -  Su-30MKM
  -  Su-30SM
- スホーイ Su-33
- スホーイ Su-32/34
- スホーイ Su-35
- スホーイ Su-37
- スホーイ Su-47 ベールクト
- ミコヤン・グレヴィッチ 1.44

- 成都飛機工業公司 J-10 殲撃十型
- 瀋陽飛機工業集団 J-15 殲撃十五型
- 中国航空工業集団公司 J-20 殲撃二十型

- ガーヘル 313

### 無動力機
- 日本小型飛行機 日本式鴨型
- イカ飛行機

## エンテ型機のギャラリー

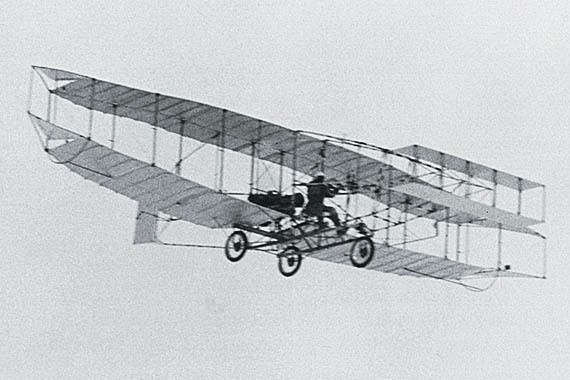
1909年にカナダで初飛行したシルバー・ダート (en:AEA Silver Dart)
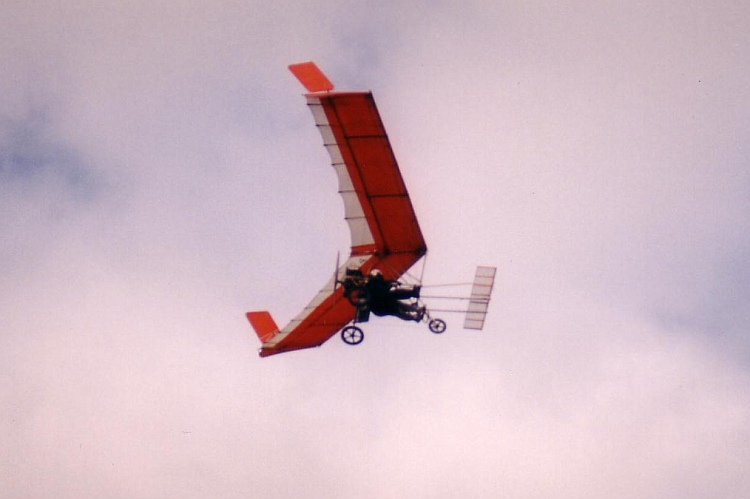
簡易型の軽量飛行機プテロダクティル・アセンダーII (en:Pterodactyl Ascender)
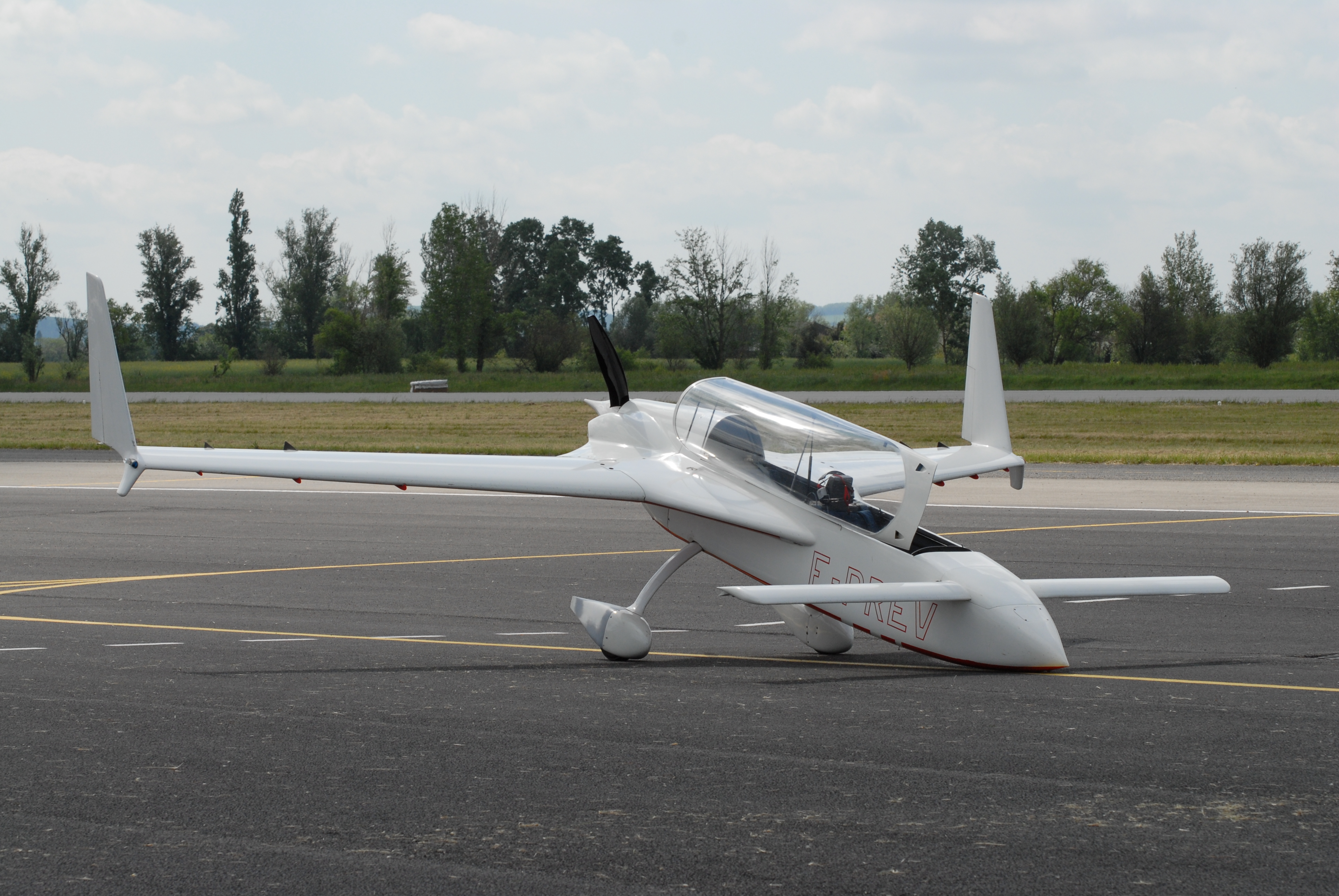
エンテ型ホームビルト機の端緒となったバリ・イージー
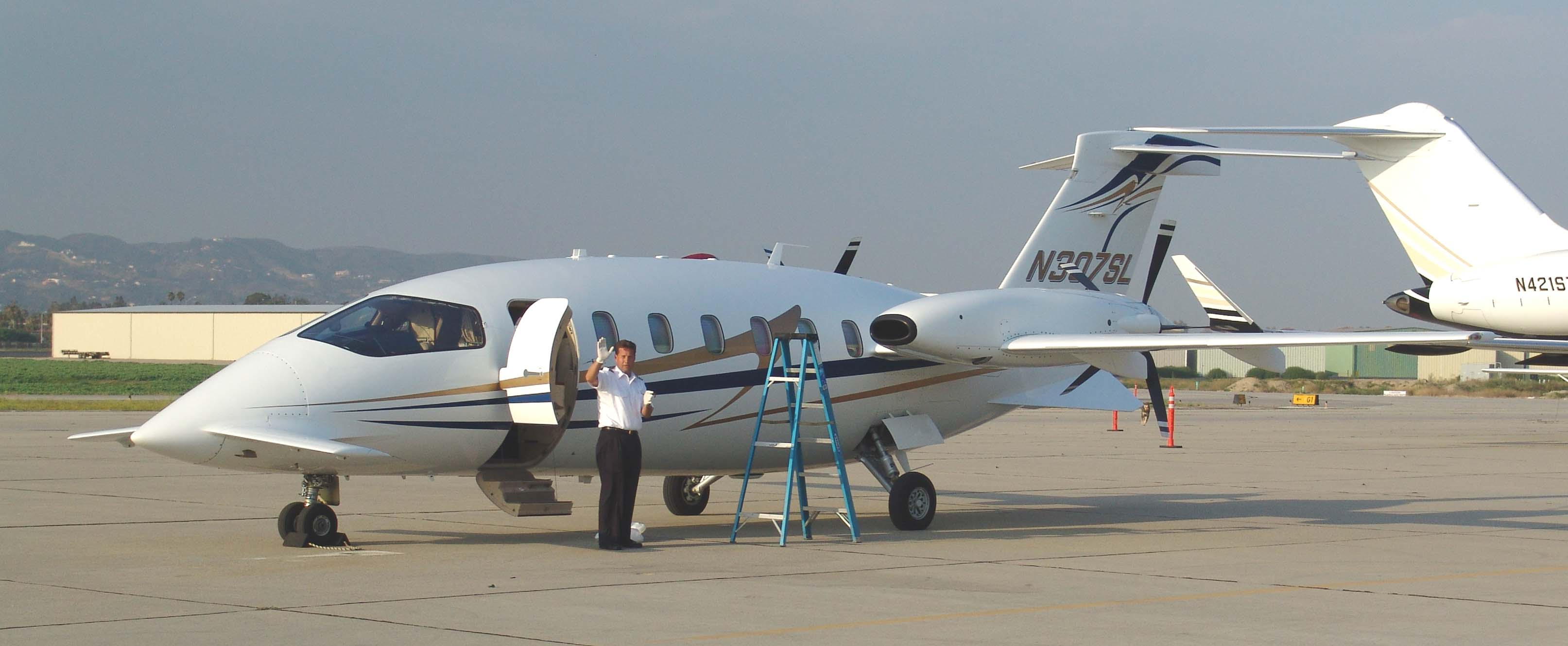
イタリアのピアジオで開発されたビジネス機のピアッジョ・アヴァンティ
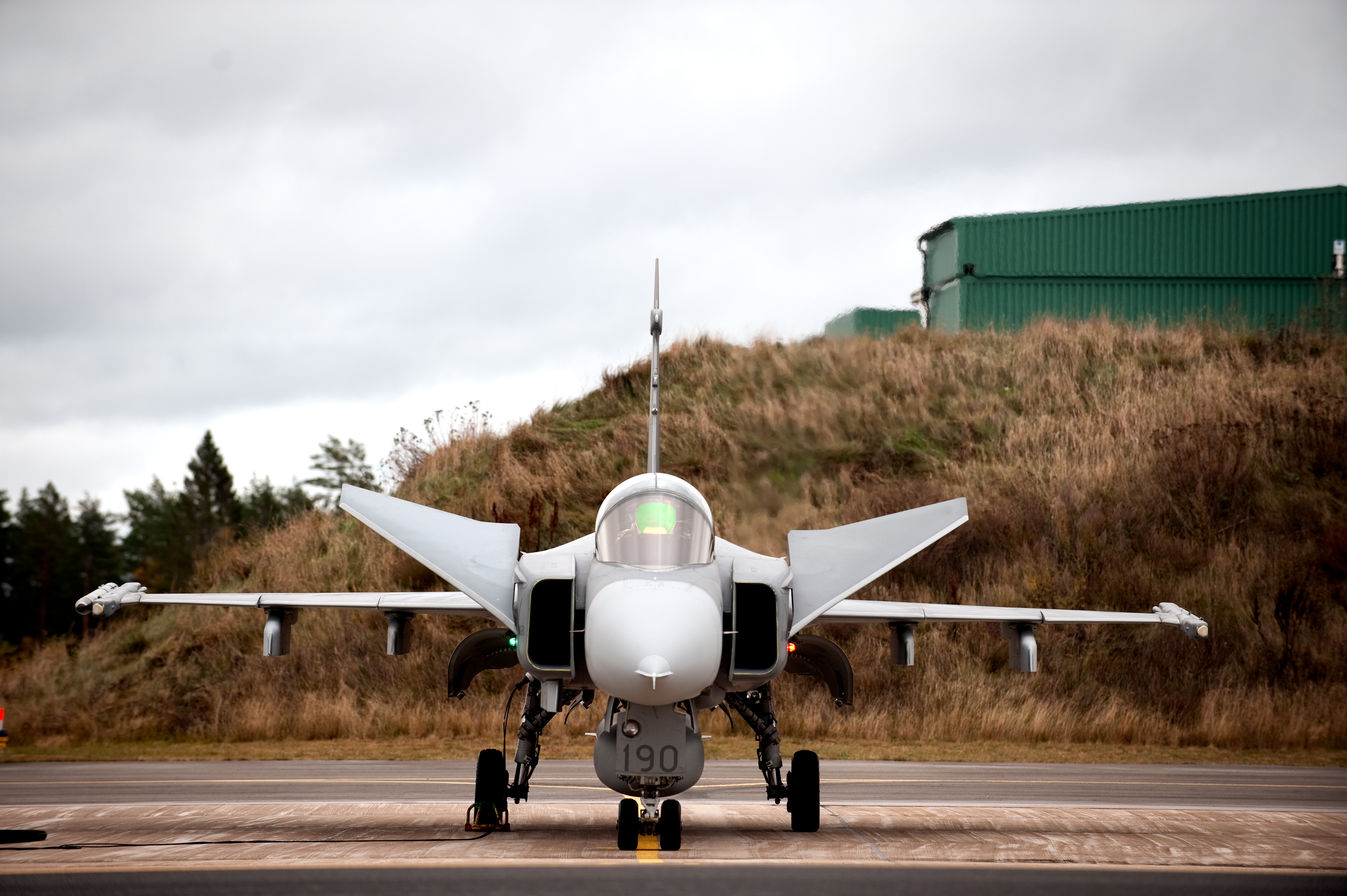
カナードを傾けた状態のグリペン
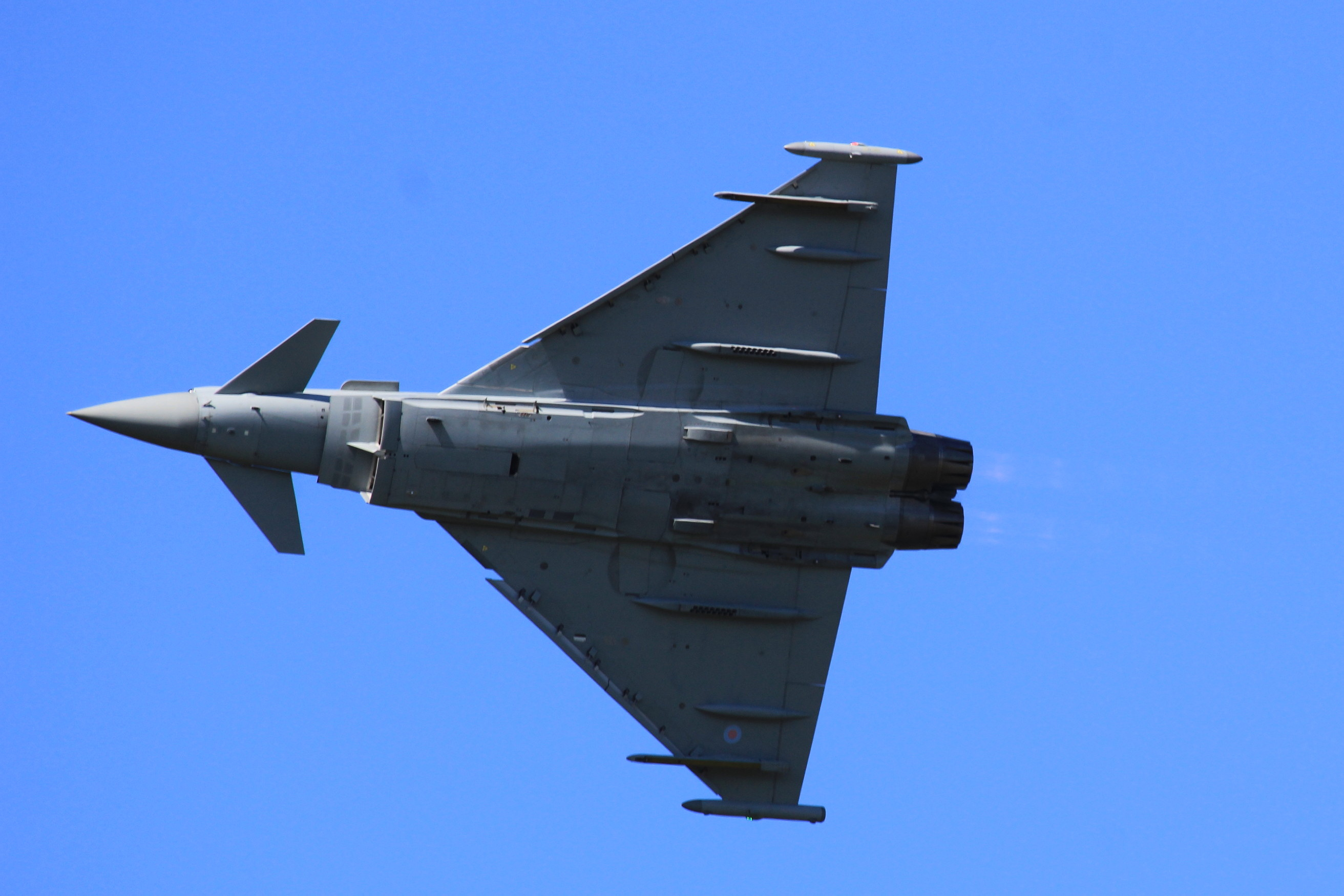
欧州製戦闘機タイフーン
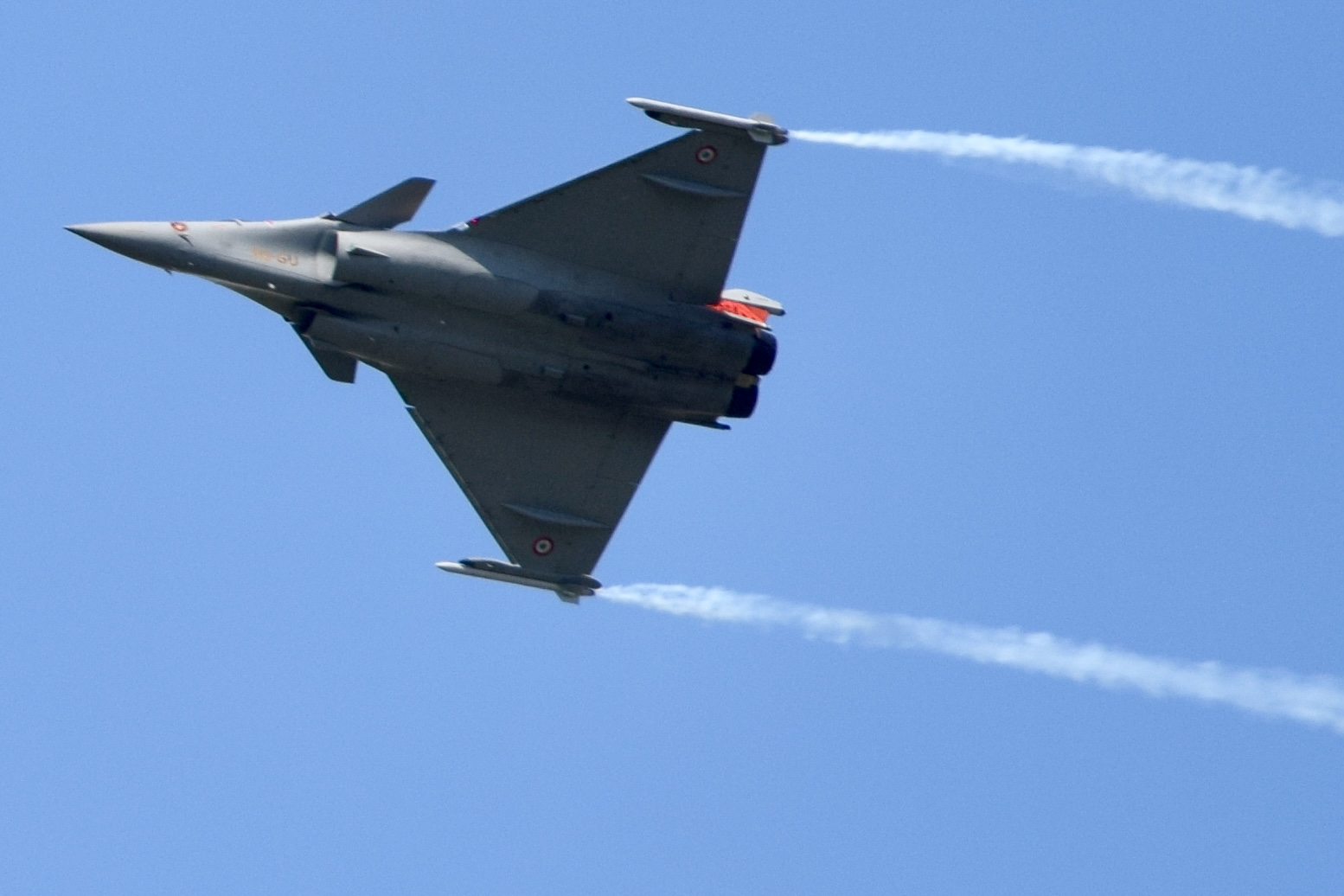
フランス製戦闘機ラファール
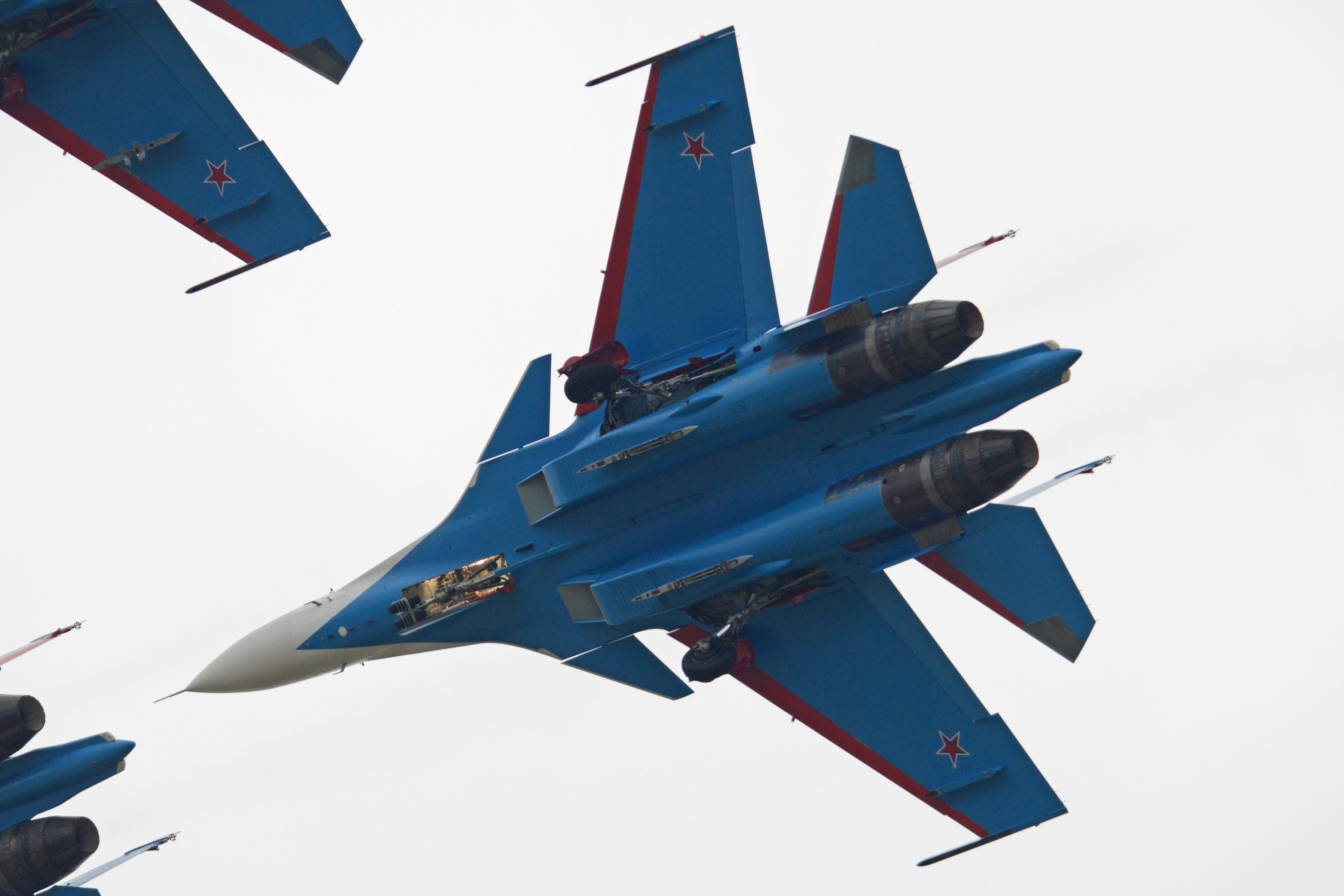
ロシア製戦闘機Su-30SM

## 参考書籍
- 青木謙知著、「主翼のメカニズム」『軍事研究2011年11月号』、（株）ジャパン・ミリタリー・レビュー、雑誌 03241-11、ISSN 0533-6716